# O dwóch takich, co ukradli księżyc (serial animowany)
O dwóch takich, co ukradli księżyc – polski, kolorowy, składający się z czterech odcinków serial animowany w reżyserii Leszka Gałysza, nakręcony w latach 1984–1989 w warszawskim Studiu Miniatur Filmowych na podstawie powieści O dwóch takich, co ukradli księżyc Kornela Makuszyńskiego.
Serial został zilustrowany materiałem muzycznym zespołu Lady Pank wydanym na dwóch płytach długogrających: O dwóch takich, co ukradli księżyc oraz O dwóch takich, co ukradli księżyc cz. 2. Na podstawie pomysłu serialu w 1985 roku powstał w Stołecznej Estradzie spektakl muzyczny dla dzieci (bajka rockowa), pt: „Jacek i Placek, czyli Lady Pank w poszukiwaniu Krainy Leniuchów”. Reżyserem i scenografem spektaklu był Leszek Gałysz a w przedstawieniach udział wzięli muzycy zespołu Lady Pank: Jan Borysewicz, Janusz Panasewicz, Edmund Stasiak, Paweł Mścisławski i Andrzej Dylewski. Ukazała się również kaseta magnetofonowa zawierająca początkowo dwie pierwsze części serialu, a potem całość (wyd. Polton PC-028 i PC-137) z muzyką zespołu Lady Pank (narratorem jest Jan Kobuszewski), jak również komiks z rysunkami Leszka Gałysza i tekstami piosenek Andrzeja Mogielnickiego.
Serial animowany został wydany w całości na płycie DVD. Na podstawie serialu animowanego powstał również pełnometrażowy film animowany Jacek i Placek (ang. Jake and Pat). Otrzymał on nagrodę za najlepszy pełnometrażowy film animowany: Best Animation Feature, Santa Clarita Valley International Film Festival, Los Angeles 1994. Film pełnometrażowy został wydany najpierw jako VHS, następnie DVD oraz VCD (jako dodatek do gazet). W roku 2014 film pełnometrażowy został zrekonstruowany cyfrowo.

## Fabuła
Akcja serialu rozgrywa się w Zapiecku, fikcyjnej miejscowości niedaleko Łeby. Tutaj rodzą się bliźniaki – Jacek i Placek. Gdy chłopcy podrastają, sprawiają kłopoty matce, burmistrzowi i innym mieszkańcom swojej rodzinnej mieściny. Niedługo później uciekają poza granice miasta w poszukiwaniu krainy leniuchów. Postanawiają po drodze ukraść księżyc.

## Realizatorzy
- Reżyseria: Leszek Gałysz
- Muzyka: Jan Borysewicz wykonanie: Lady Pank
- Scenariusz: Leszek Gałysz, Krzysztof Kowalski
- Zdjęcia: Barbara Stankiewicz
- Długość: 104 min, 4 odcinki
- Format: 4:3

## Obsada głosowa
- Ewa Szykulska – Jacek
- Dorota Stalińska – Placek
- Jan Kobuszewski – narrator
- Ilona Kuśmierska – matka (odc. 1, 4)
- Lech Ordon –
  - burmistrz Zapiecka (odc. 1, 4),
  - nauczyciel (odc. 1, 4)
- Zygmunt Zintel – osioł (odc. 1)
- Jarosław Domin –
  - królik Eryk (odc. 2),
  - strażnicy (odc. 2)
- Jerzy Kramarczyk –
  - marchewkowy hrabia (odc. 2),
  - latający kot (odc. 3)
- Paweł Szczesny (odc. 2-3)
- Stanisław Badeński (odc. 3)
- Maciej Wolf (odc. 3)
- Wiktor Zborowski – herszt zbójów Madej (odc. 4)
- Mirosław Wieprzewski –
  - zbój Trzęsionka (odc. 4),
  - zbój Wieprzowe Oko (odc. 4)
- Andrzej Arciszewski – zbój Krowi Ogon (odc. 4)
- Zbigniew Poręcki –
  - zbój Kartofel (odc. 4),
  - zbój Łapiduch (odc. 4),
  - zbój Robaczek (odc. 4)

## Odcinki
1. Jacek i Placek (1984)
2. Marchewkowe pola (1985)
3. Figlarz (1987)
4. Powrót (1989)